# Бірносове
Бірно́сове — село в Україні, у Захарівській селищній громаді Роздільнянського району Одеської області. Населення становить 170 осіб.
До 17 липня 2020 року було підпорядковане Захарівському району, який був ліквідований.

## Населення
Згідно з переписом 1989 року населення села становило 271 особа, з яких 122 чоловіки та 149 жінок.
За переписом населення 2001 року в селі мешкало 170 осіб.

### Мова
Розподіл населення за рідною мовою за даними перепису 2001 року:
| Мова       | Відсоток |
| ---------- | -------- |
| українська | 94,12 %  |
| молдовська | 4,71 %   |
| російська  | 1,18 %   |

## Відомі люди
Уродженцем села є Герой Радянського Союзу П. С. Корчмарюк (1920—2010).